# ウラジーミル・ボルドゥイレフ

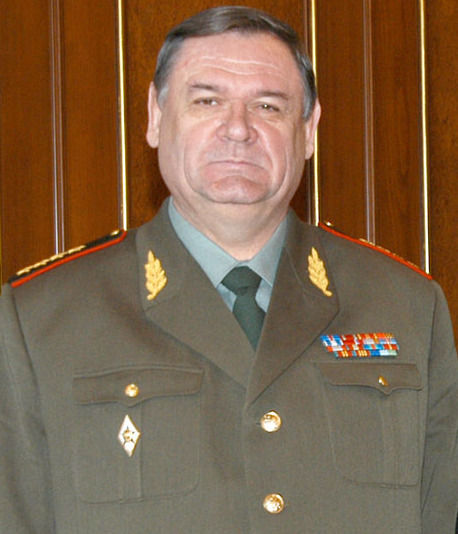
ウラジーミル・ボルドゥイレフ (2005)

ウラジーミル・アナトーリエヴィチ・ボルドゥイレフ（Владимир Анатольевич Болдырев, 1949年1月5日 - ）は、ロシア連邦の軍人。元ロシア陸軍総司令官。上級大将。

## 経歴
1971年、モスクワ高等諸兵科共通指揮学校を卒業。白ロシア軍管区及び中央軍集団において、小隊長、中隊長、大隊長を歴任。
1978年、M.V.フルンゼ名称軍事アカデミーを卒業。1978年〜1990年、ザバイカル軍管区の連隊参謀長、連隊長、師団参謀長、師団長を歴任。
1992年、参謀本部軍事アカデミーを優秀で卒業し、軍参謀長に任命。1994年からレニングラード軍管区の軍司令官。
1996年9月、ザバイカル軍管区第一副司令官に任命。1998年4月から、ザバイカル軍管区参謀長/第一副司令官。1998年12月1日から、シベリア軍管区参謀長/第一副司令官。2001年5月、シベリア軍管区司令官。
2002年12月18日から北カフカーズ軍管区司令官。2003年12月12日、上級大将に昇進。
2004年7月、沿ヴォルガ・ウラル軍管区司令官に任命。
2008年8月、ロシア陸軍総司令官に任命。
2010年、定年により退役。

## パーソナル
ヴォルゴグラード州ウリュピンスキー地区クラスノヤルスキー農場出身。妻帯、1児を有する。
「武勲に対する」勲章、13個のメダルを受賞。上級中尉、中佐、大佐には、期限前に昇進した。